# Hernse Bijbel
De Hernse Bijbel was de eerste nagenoeg complete Bijbel in een Europese volkstaal. Hij is in de tweede helft van de 14e eeuw tot stand gekomen in het kartuizerklooster van Herne en staat ook onder andere benamingen bekend: Zuid-Nederlandse Historiebijbel, Historiebijbel van 1360, Historiebijbel van 1361, Eerste Historiebijbel, Vlaamse Historiebijbel. Het betreft een invloedrijke Middelnederlandse vertaling gebaseerd op de Vulgaat. De toeschrijving aan de kartuizer monnik Petrus Naghel is omstreden, anderen noemen de auteur de Bijbelvertaler van 1360. 
De tekst bevat de historische boeken van de Bijbel en werd uitgebreid met diverse niet-Bijbelse verhalen (naar het 12e-eeuwse Latijnse voorbeeld van de Historia Scholastica van Petrus Comestor).
De Hernse Bijbel is gemaakt in opdracht van de welgestelde Brusselse patriciër Jan Tay(e). Midden 15e eeuw zal de Hernse Bijbel als basis dienen voor het eerste gedrukte Nederlandstalige boek, de zogenaamde Delftse Bijbel.
Petrus Naghel begon in 1359 aan zijn Bijbelvertaalwerk. Het eerste deel werd voltooid in 1360 en bestond uit: 
- Pentateuch,
- Jozua,
- Richteren,
- Ruth,
- I en II Samuel,
- I en II Koningen,
- Tobias,
- Ezechiël (naar Comestors Historia Scholastica),
- Daniël,
- Habakuk (naar Comestors Historia Scholastica).

Het tweede deel werd voltooid in 1361 en bestond uit: 
- Cyrus,
- Judith,
- Ezra (naar Comestors Historia Scholastica),
- Nehemia (naar Comestors Historia Scholastica),
- Esther,
- Job,
- Alexander,
- I Makkabeeën en II Makkabeeën,
- Jan Hyrcanus (= III Makkabeeën),
- Destructie van Jeruzalem (bewerking van de vertaling door Jacob van Maerlant van Josephus Flavius' De Bello Iudaico),
- Evangeliënharmonie (bewerking van een vroegere Middelnederlandse evangeliënharmonie),
- Handelingen van de Apostelen.

Uit de invoering van teksten over Alexander de Grote en over de verwoesting van Jeruzalem,  blijkt dat Naghel wel degelijk een historiebijbel wilde produceren.
Een derde deel kwam tot stand tussen 1361 en 1372 en omvatte de 'vijf boeken van Salomo':
- Spreuken,
- Prediker,
- Hooglied,
- De wijsheid van Salomo,
- Jezus Sirach (Ecclesiasticus).

Deze vijf boeken zijn in de meeste handschriften ingevoegd tussen Job en Alexander, maar de vertaling gebeurde wel degelijk na de historische boeken van het Oude en Nieuwe Testament.
Naghel maakte ook een vertaling van de Psalmen, maar de datum van vertaling is niet bekend.
Waarschijnlijk in 1383 vertaalde Naghel ook nog volgende boeken:
- Jesaja,
- Jeremia,
- Klaagliederen en
- Ezechiël (uit de Vulgaat).

Naghel kwam zo heel dicht bij een complete Bijbel in het Middelnederlands. Opmerkelijke afwezigen zijn de Brieven uit het Nieuwe Testament en de Openbaring van Johannes. I en II Kronieken sloeg Naghel over, omdat de inhoud daarvan al in de boeken van de Koningen te vinden was. 
Het handschrift van de Hernse Bijbel werd na 1361 vele malen overgeschreven, voornamelijk in de Noordelijke Nederlanden aangezien er zo'n 45 handgeschreven afschriften tot op onze tijd bewaard zijn gebleven.
Het vertaalwerk ondervond veel tegenstand vanuit de Roomse Kerk, wat vooral in de Zuidelijke Nederlanden tot uitdrukking kwam. In de vertaling verdedigt Petrus Naghel zich tegen de aantijgingen van sommige geestelijken uit zijn tijd.